# Ніссін Мару
«Ніссін Мару» (яп. 日新丸 日新丸) — судно китобійного промислу в Японії, спущене на воду 30 серпня 1987 року. Плавучий рибозавод китобоїв і єдине в світі судно, яке переробляє китове м'ясо. Судно є найбільшим за розмірами (довжина 129,58 м; ширина 19,4 м; висота 11,7 м), і на його борту знаходиться флагман китобоїв Нісівакі Сігетосі. Судно належить токійській компанії Kyodo Senpaku Kaisha Ltd і базується в порту міста Симоносеки.

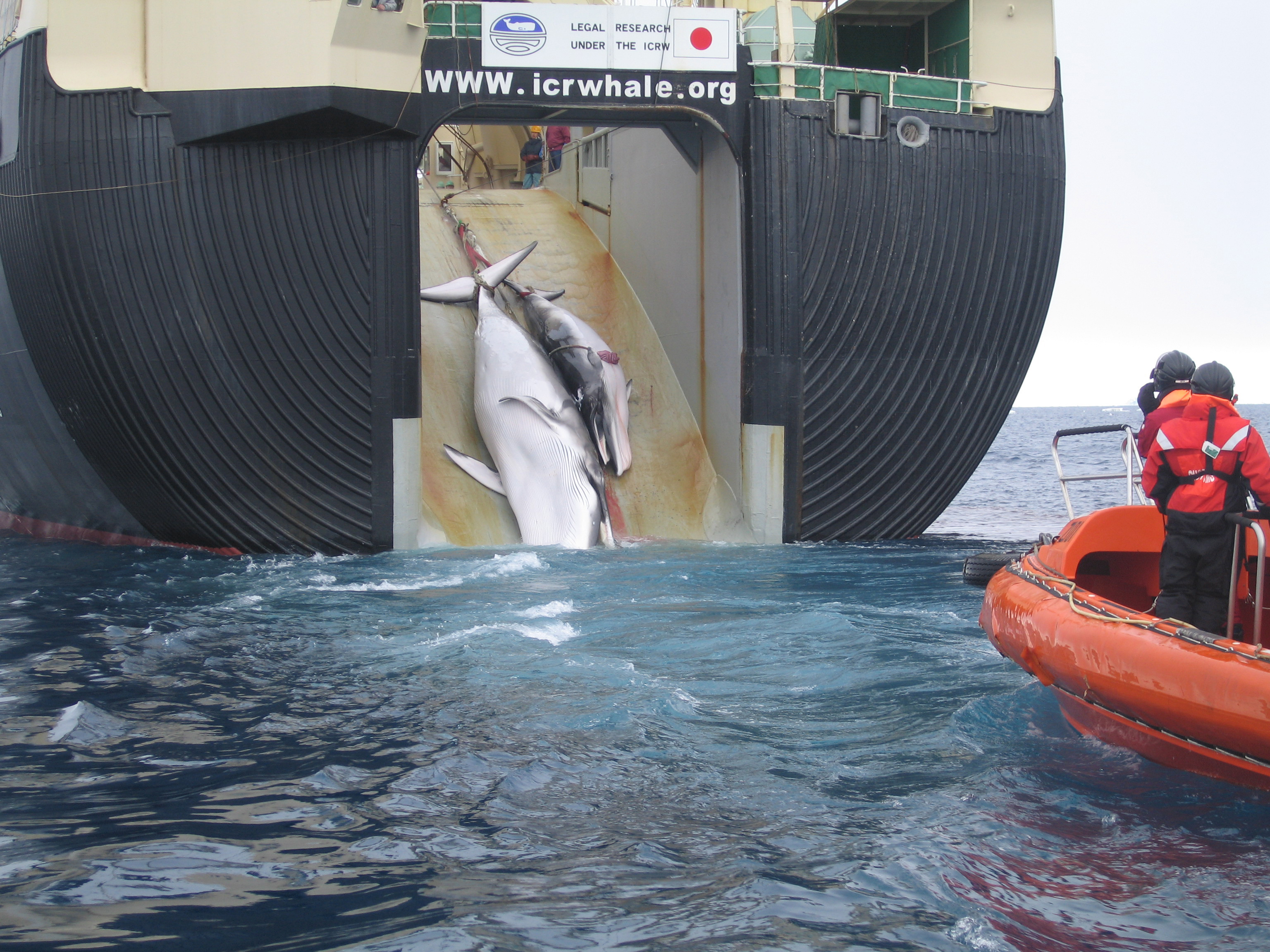
Навантаження 2 туш — матері з дитинчам малого полосатика. Видно напис «Легальні дослідження для Інституту дослідження китоподібних»

## Історія

### Пожежа на судні
15 лютого 2007 року на «Ніссін Мару» сталася велика пожежа в антарктичних водах. Один з членів екіпажу загинув у вогні. Кріс Картер звернувся до рятувальників з проханням в терміновому порядку відбуксирувати корабель, посилаючись на те, що витік палива з «Ніссін Мару» може нашкодити пінгвінам Аделі, велике поселення яких знаходиться на мисі Адер.